# 伊塔馬爾·佛朗哥
伊塔馬爾·佛朗哥（葡萄牙語：Itamar Augusto Cautiero Franco，1930年6月28日—2011年7月2日），巴西政治家、外交官，於1990年3月15日開始擔任巴西副總統。及後費爾南多·科洛爾於1992年10月2日被迫辭職後，由他代理總統職務，直到12月29日宣誓就任巴西總統，任期至1995年1月1日。

## 政治生涯
費爾南多·科洛爾為避免因腐敗指控受到彈劾而辭職後，由副總統佛朗哥接任為總統。佛朗哥在總統任內以幫助結束巴西失控的通貨膨脹而聞名。他推行一個稱為“真正計劃”的項目，人們把巴西經濟的穩定歸功於該項目。
佛朗哥卸任總統後，曾在他的家鄉米納斯吉拉斯州擔任州長，並曾擔任駐葡萄牙大使及駐義大利大使。他也成為來自該州的國會議員，在去世時仍擔任議員一職。

## 去世
由于被诊断为白血病，他于2011年5月21日入住聖保羅的一家医院（Albert Einstein Hospital）接受治疗。6月27日，发展成肺炎。最终于当地时间7月2日上午去世。巴西总统迪爾瑪·羅塞夫宣布为他举行七天的哀悼日，遗体于7月4日火化葬於茹伊斯迪福拉的家族墓園。

## 外部連結
- 巴西總統府個人簡介

| 官衔                              | 官衔                                    | 官衔                          |
| --------------------------------- | --------------------------------------- | ----------------------------- |
| 前任： Adhemar Rezende de Andrade | 茲灰福拉市市長 1967 – 1971              | 繼任： Agostinho Pestana      |
| 前任： Agostinho Pestana          | 茲灰福拉市市長 1973 – 1974              | 繼任： Saulo Moreira          |
| 前任： 若澤·薩爾內                | 巴西副總統 1990年3月15日－1992年10月2日 | 繼任： 馬可·米素              |
| 前任： 費爾南多·科洛爾            | 巴西總統 1992年10月2日－1995年1月1日    | 繼任： 費爾南多·恩里克·卡多佐 |
| 前任： Eduardo Brandão de Azeredo | 米纳斯吉拉斯州州長 1999 – 2003          | 繼任： Aécio Neves            |

 本文全部或部分内容来自美国联邦政府所属的美国之音网站。根据版权条款（英文）和有关美国政府作品版权的相关法律，其官方发布的内容属于公有领域。